# جیمز آدلینگتون
جیمز آدلینگتون (انگلیسی: James Adlington؛ زادهٔ مه ۱۸۷۲) بازیکن فوتبال اهل بریتانیا است.
از باشگاه‌هایی که در آن بازی کرده‌است می‌توان به باشگاه فوتبال ووستر سیتی و باشگاه فوتبال بیرمنگام سیتی اشاره کرد.